# Villiers-Saint-Frédéric
Villiers-Saint-Frédéric és un municipi francès, situat al departament d'Yvelines i a la regió de Illa de França. L'any 2007 tenia 2.718 habitants.
Forma part del cantó d'Aubergenville, del districte de Rambouillet i de la Comunitat de comunes Cœur d'Yvelines.

## Demografia

### Població
El 2007 la població de fet de Villiers-Saint-Fréderic era de 2.718 persones. Hi havia 952 famílies, de les quals 156 eren unipersonals (52 homes vivint sols i 104 dones vivint soles), 308 parelles sense fills, 452 parelles amb fills i 36 famílies monoparentals amb fills.
La població ha evolucionat segons el següent gràfic:
Habitants censats

### Habitatges
El 2007 hi havia 1.029 habitatges, 958 eren l'habitatge principal de la família, 26 eren segones residències i 45 estaven desocupats. 963 eren cases i 58 eren apartaments. Dels 958 habitatges principals, 865 estaven ocupats pels seus propietaris, 68 estaven llogats i ocupats pels llogaters i 25 estaven cedits a títol gratuït; 8 tenien una cambra, 45 en tenien dues, 110 en tenien tres, 148 en tenien quatre i 647 en tenien cinc o més. 826 habitatges disposaven pel capbaix d'una plaça de pàrquing. A 341 habitatges hi havia un automòbil i a 583 n'hi havia dos o més.

### Piràmide de població
La piràmide de població per edats i sexe el 2009 era:
| Homes | Edats   | Dones |
| ----- | ------- | ----- |
| 0     | 95 o +  | 4     |
| 0     | 90 a 94 | 0     |
| 8     | 85 a 89 | 8     |
| 24    | 80 a 84 | 12    |
| 28    | 75 a 79 | 44    |
| 24    | 70 a 74 | 28    |
| 44    | 65 a 69 | 52    |
| 64    | 60 a 64 | 40    |
| 72    | 55 a 59 | 64    |
| 128   | 50 a 54 | 100   |
| 144   | 45 a 49 | 120   |
| 96    | 40 a 44 | 140   |
| 40    | 35 a 39 | 56    |
| 56    | 30 a 34 | 76    |
| 52    | 25 a 29 | 60    |
| 60    | 20 a 24 | 64    |
| 120   | 15 a 19 | 116   |
| 88    | 10 a 14 | 84    |
| 68    | 5 a 9   | 68    |
| 36    | 0 a 4   | 72    |

## Economia
El 2007 la població en edat de treballar era de 1.878 persones, 1.388 eren actives i 490 eren inactives. De les 1.388 persones actives 1.331 estaven ocupades (709 homes i 622 dones) i 57 estaven aturades (24 homes i 33 dones). De les 490 persones inactives 147 estaven jubilades, 227 estaven estudiant i 116 estaven classificades com a «altres inactius».

### Ingressos
El 2009 a Villiers-Saint-Fréderic hi havia 951 unitats fiscals que integraven 2.702 persones, la mediana anual d'ingressos fiscals per persona era de 28.987 €.

### Activitats econòmiques
Dels 157 establiments que hi havia el 2007, 3 eren d'empreses extractives, 2 d'empreses alimentàries, 1 d'una empresa de fabricació de material elèctric, 1 d'una empresa de fabricació d'elements pel transport, 11 d'empreses de fabricació d'altres productes industrials, 31 d'empreses de construcció, 28 d'empreses de comerç i reparació d'automòbils, 5 d'empreses de transport, 3 d'empreses d'hostatgeria i restauració, 5 d'empreses d'informació i comunicació, 8 d'empreses financeres, 10 d'empreses immobiliàries, 24 d'empreses de serveis, 16 d'entitats de l'administració pública i 9 d'empreses classificades com a «altres activitats de serveis».
Dels 40 establiments de servei als particulars que hi havia el 2009, 1 era una oficina bancària, 1 taller de reparació d'automòbils i de material agrícola, 1 autoescola, 6 paletes, 3 guixaires pintors, 4 fusteries, 6 lampisteries, 3 electricistes, 2 empreses de construcció, 1 perruqueria, 2 veterinaris, 2 restaurants, 5 agències immobiliàries, 1 tintoreria i 2 salons de bellesa.
Dels 10 establiments comercials que hi havia el 2009, 1 era un hipermercat, 1 un supermercat, 1 una botiga de menys de 120 m², 1 una fleca, 1 una botiga de congelats, 1 una peixateria, 1 una botiga d'electrodomèstics, 1 una botiga de material de revestiment de parets i terra i 2 floristeries.
L'any 2000 a Villiers-Saint-Fréderic hi havia 3 explotacions agrícoles que ocupaven un total de 315 hectàrees.

## Equipaments sanitaris i escolars
L'únic equipament sanitari que hi havia el 2009 era una farmàcia.
El 2009 hi havia 1 escola maternal i 1 escola elemental. Villiers-Saint-Fréderic disposava d'un liceu d'ensenyament general amb 1.103 alumnes.

## Poblacions més properes
El següent diagrama mostra les poblacions més properes.